# Tarka zsurló
A tarka zsurló (Equisetum variegatum) a zsurlók (Equisetopsida) osztályának valódi zsurlók (Equisetales) rendjébe, ezen belül a zsurlófélék (Equisetaceae) családjába tartozó faj.

## Előfordulása
A tarka zsurló Európa, Ázsia és Észak-Amerika mérsékelt övein fordul elő. A Mátrában megtalálhatóak állományai.

## Alfaja
- Equisetum variegatum subsp. alaskanum (A.A. Eaton) Hultén - szinonimája: Equisetum variegatum var. alaskanum A.A. Eaton

## Megjelenése
A tarka zsurló szára többnyire nem ágazik el, és vékonyabb, mint a mocsári zsurló (Equisetum palustre). A spóratermő füzér csúcsa kihegyezett, a levélhüvelyek lazán, harang alakúan fogják körül a szárat.

## Életmódja
A tarka zsurló nedves láp- és homoktalajokon élő ritka faj.

## Képek

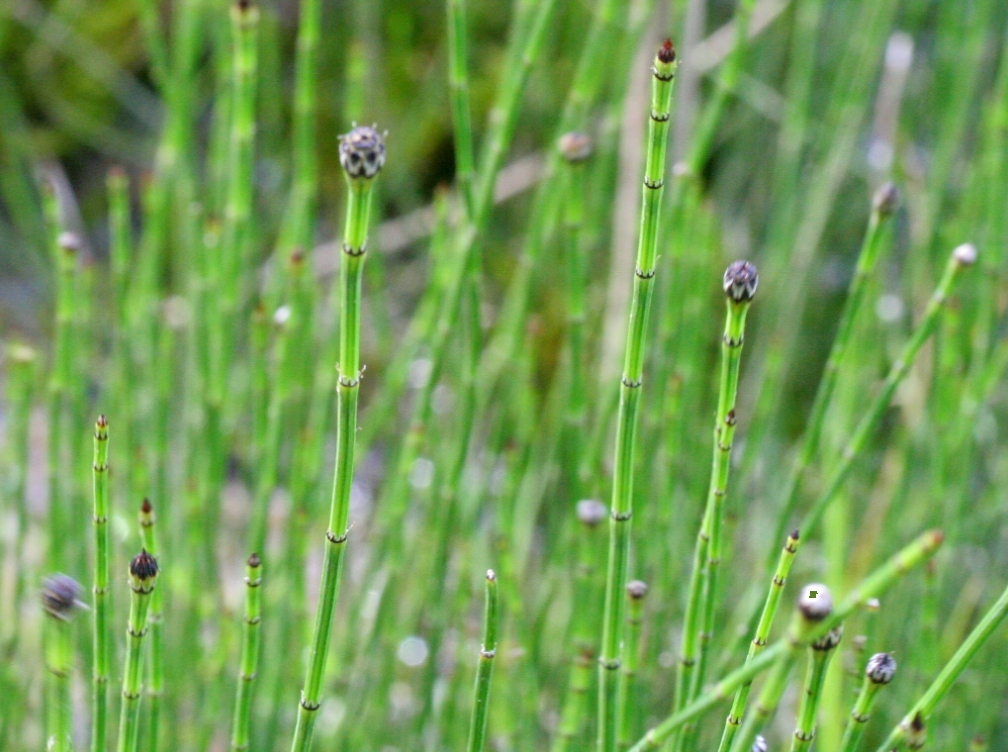
A növény
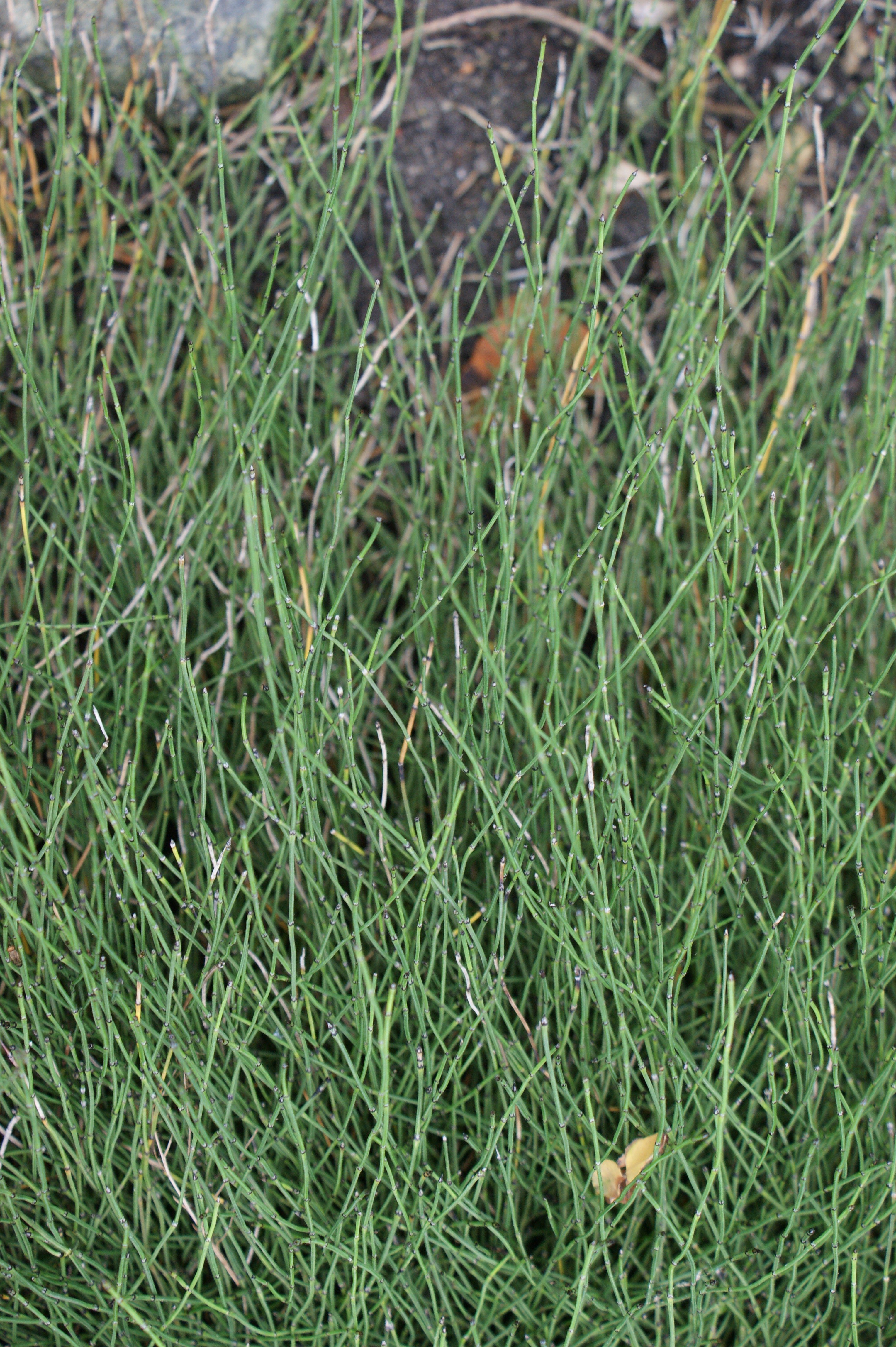
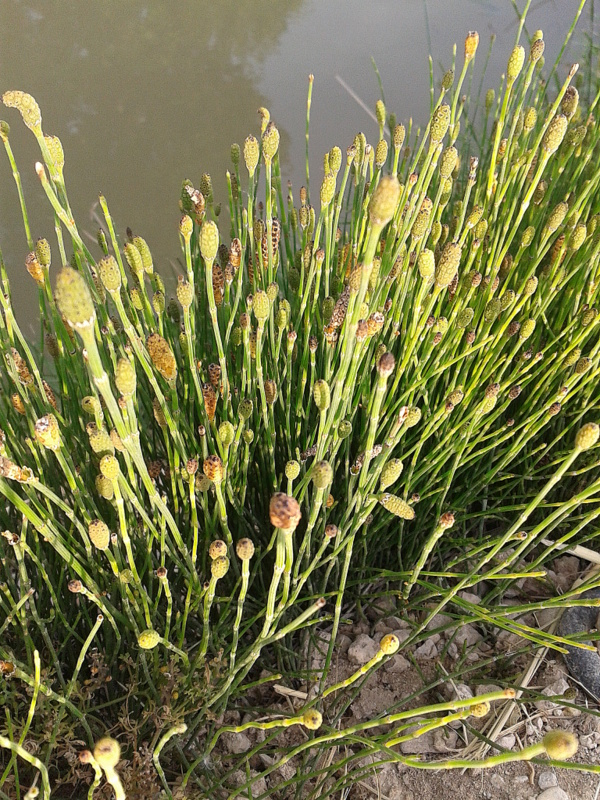
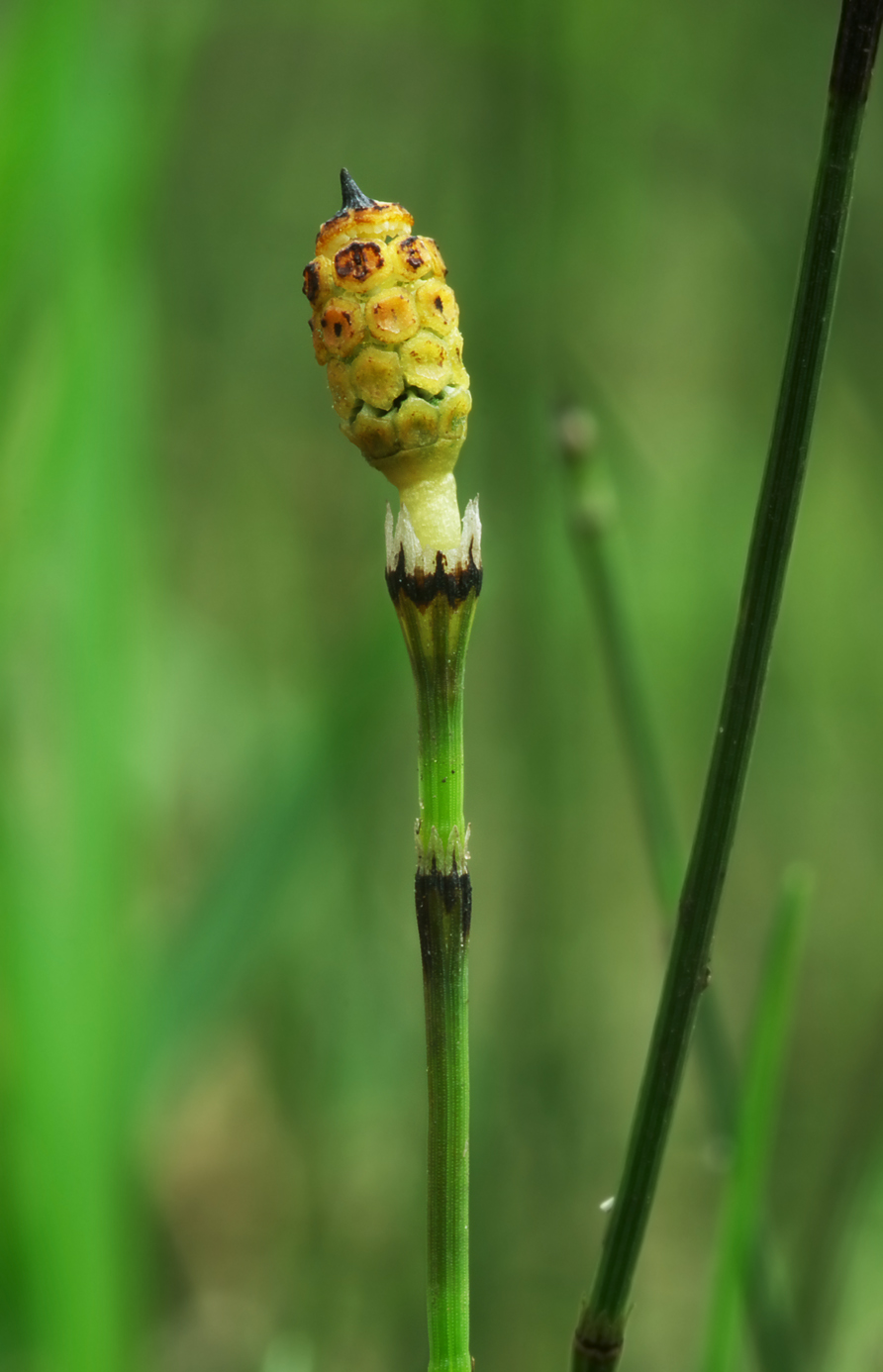
Spóratermő füzérei
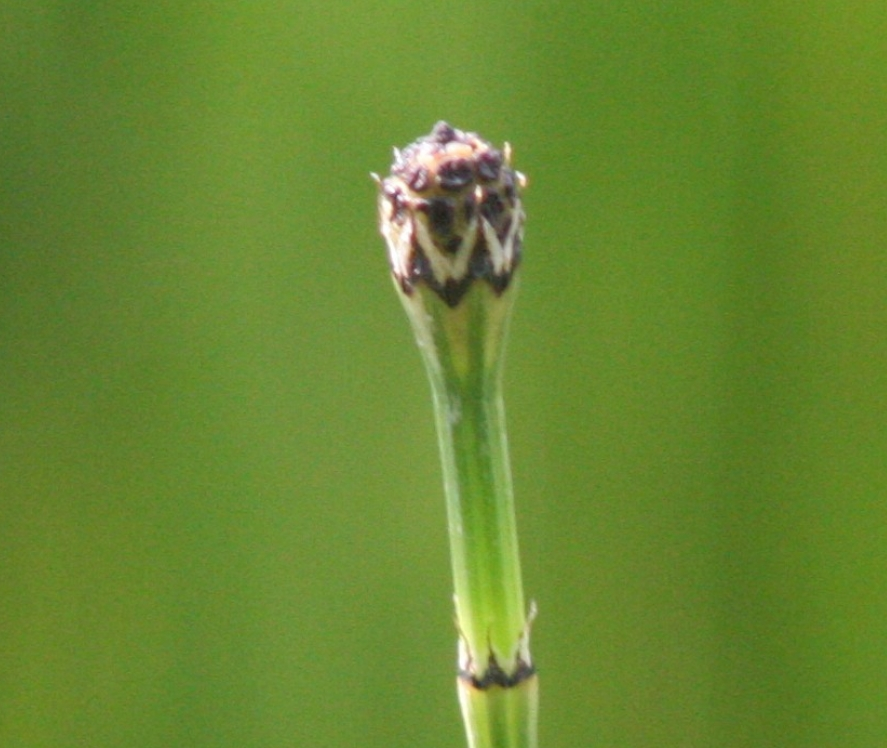
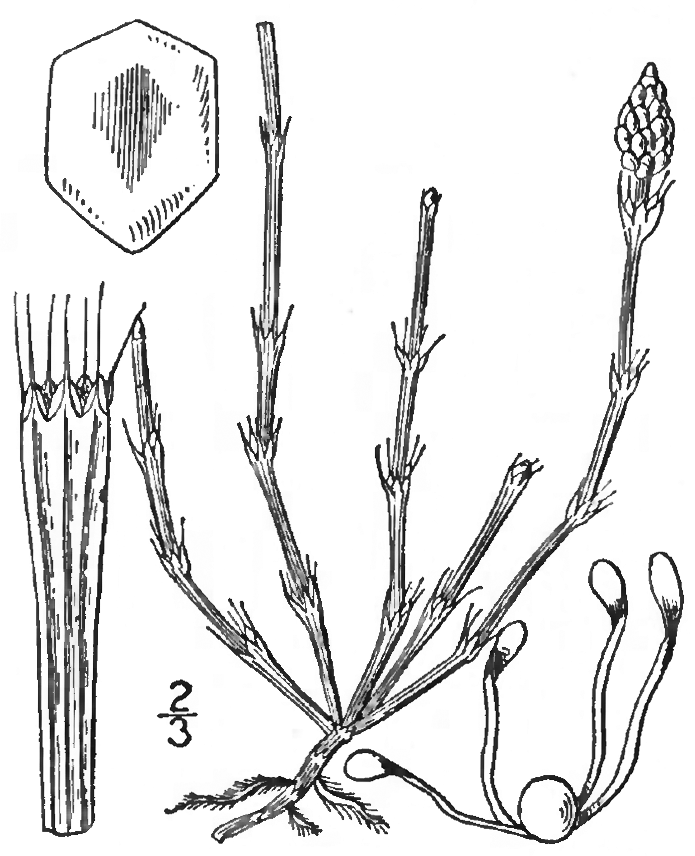
Rajz a növényről